# Jan Dionizy Piotrowski

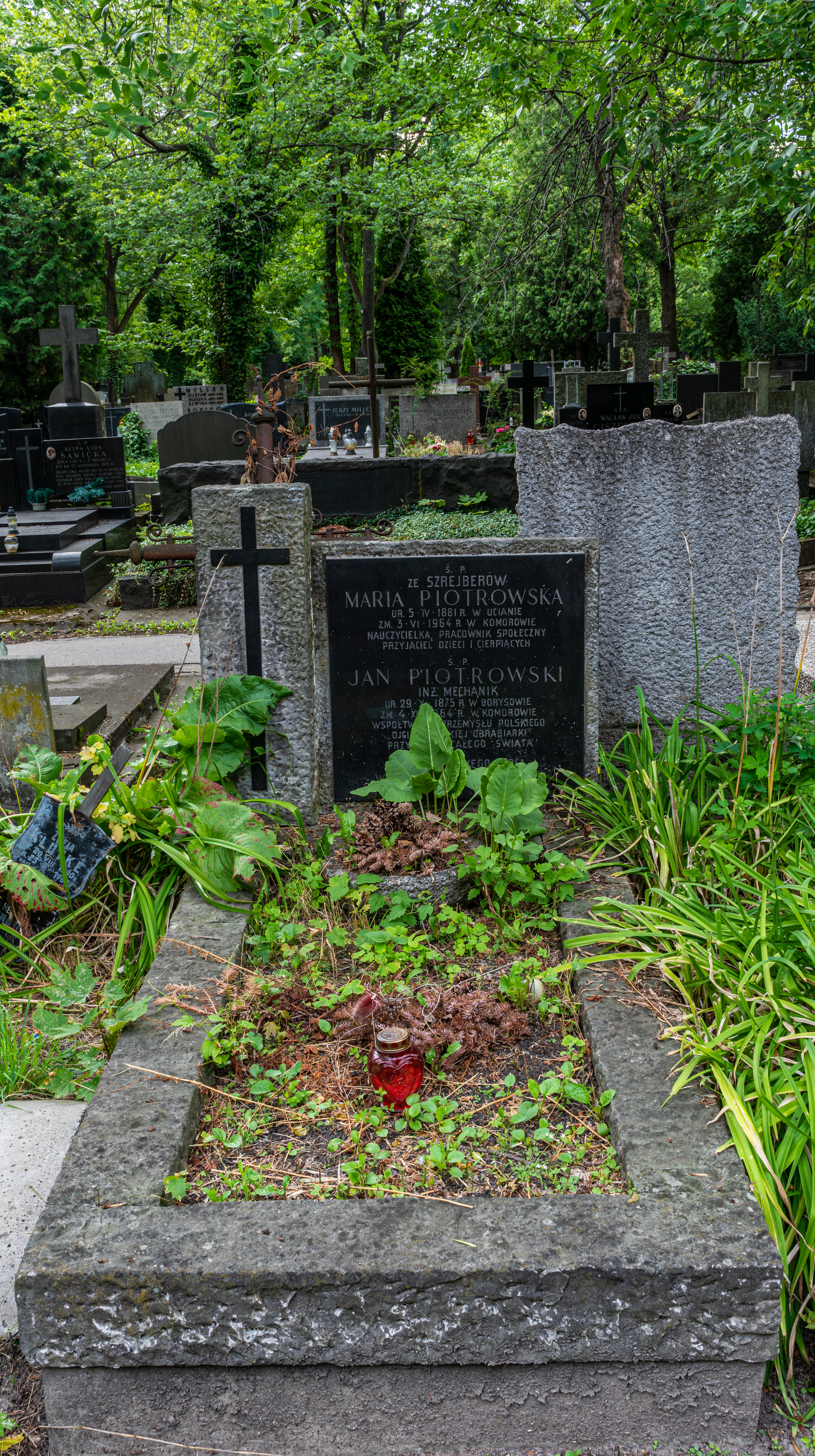
Grób Jana Dionizego Piotrowskiego na cmentarzu Powązkowskim

Jan Dionizy Piotrowski (ur. 21 października 1875 w Borysowie, zm. 4 grudnia 1964 w Komorowie) – polski inżynier technolog, konstruktor, organizator przemysłu obrabiarkowego.

## Życiorys
Urodził się w rodzinie Michała (zm. 1884), inżyniera konstruktora komunikacji wodnych, i Anny z Siezieniewskich (zm. 1929). W 1894 ukończył gimnazjum klasyczne w Mińsku. W latach 1894–1900 studiował w Instytucie Technologicznym w Petersburgu uzyskując dyplom inżyniera technologa. W trakcie studiów był działał w Polskiej Partii Socjalistycznej. Po studiach wyjechał do Warszawy, gdzie pracował jako konstruktor w fabryce Gerlach i Pulst. W czasie I wojny światowej, w 1915 wraz z fabryką i załogą został ewakuowany do Charkowa, gdzie przebywał do lata 1921.
Po powrocie do Polski, w latach 1921–1939 był dyrektorem technicznym Stowarzyszenia Mechaników Polskich z Ameryki SA, jako naczelny inżynier odpowiadał za organizację fabryk w Pruszkowie i Porębie, które były największymi producentami obrabiarek w II RP.
We wrześniu 1939 pozostał w Wytwórni w Pruszkowie. Przez całą okupację niemiecką pełnił funkcje: zastępcy szefa biura technicznego i technicznego kierownika sprzedaży. Uczestniczył w działalności konspiracyjnej, współpracował z wywiadem przemysłowym Armii Krajowej.
Po wojnie pomagał w odbudowie zniszczonej fabryki w Pruszkowie. Od maja 1945 do 1949 pełnił funkcję dyrektora naczelnego Państwowego Zarządu Tymczasowego Wytwórni Obrabiarek i Narzędzi w Pruszkowie SMPzA. W latach 1949–1951 był dyrektorem naczelnym Zjednoczenia Przemysłu Urządzeń Mechanicznych. Od 31 maja 1951 do 15 września 1957 był dyrektorem Centralnego Biura Konstrukcyjnego Obrabiarek (CBKO). Później powierzono mu funkcję Doradcy Dyrektora do Spraw Konstrukcji Obrabiarek CBKO w Pruszkowie, którą pełnił niemal do końca życia. Na emeryturę przeszedł 1 września 1964.
W 1906 poślubił Marię ze Szrejberów (1881–1964). Mieli dwie córki: Annę Marię (1907–1972) i Zofię Konstancję (1909–1994).
Zmarł w Komorowie, pochowany na cmentarzu Powązkowskim (kwatera 109-5-10).
Materiały archiwalne Jana Piotrowskiego znajdują się w PAN Archiwum w Warszawie pod sygnaturą III-110.

## Ordery i odznaczenia
- Krzyż Komandorski Orderu Odrodzenia Polski (1957)
- Krzyż Niepodległości (9 listopada 1931)[6]
- Krzyż Oficerski Orderu Odrodzenia Polski (10 listopada 1928)[7]
- Złoty Krzyż Zasługi 1946)

Źródło:.

## Nagrody
- Państwowa Nagroda Naukowa II stopnia w dziale nauk technicznych za całość prac w dziedzinie konstrukcji obrabiarek i wybitne zasługi, położono w zakresie organizacji i rozwoju przemysłu obrabiarkowego w Polsce Ludowej (1950)[8]